# Aleksander Jan Woyde

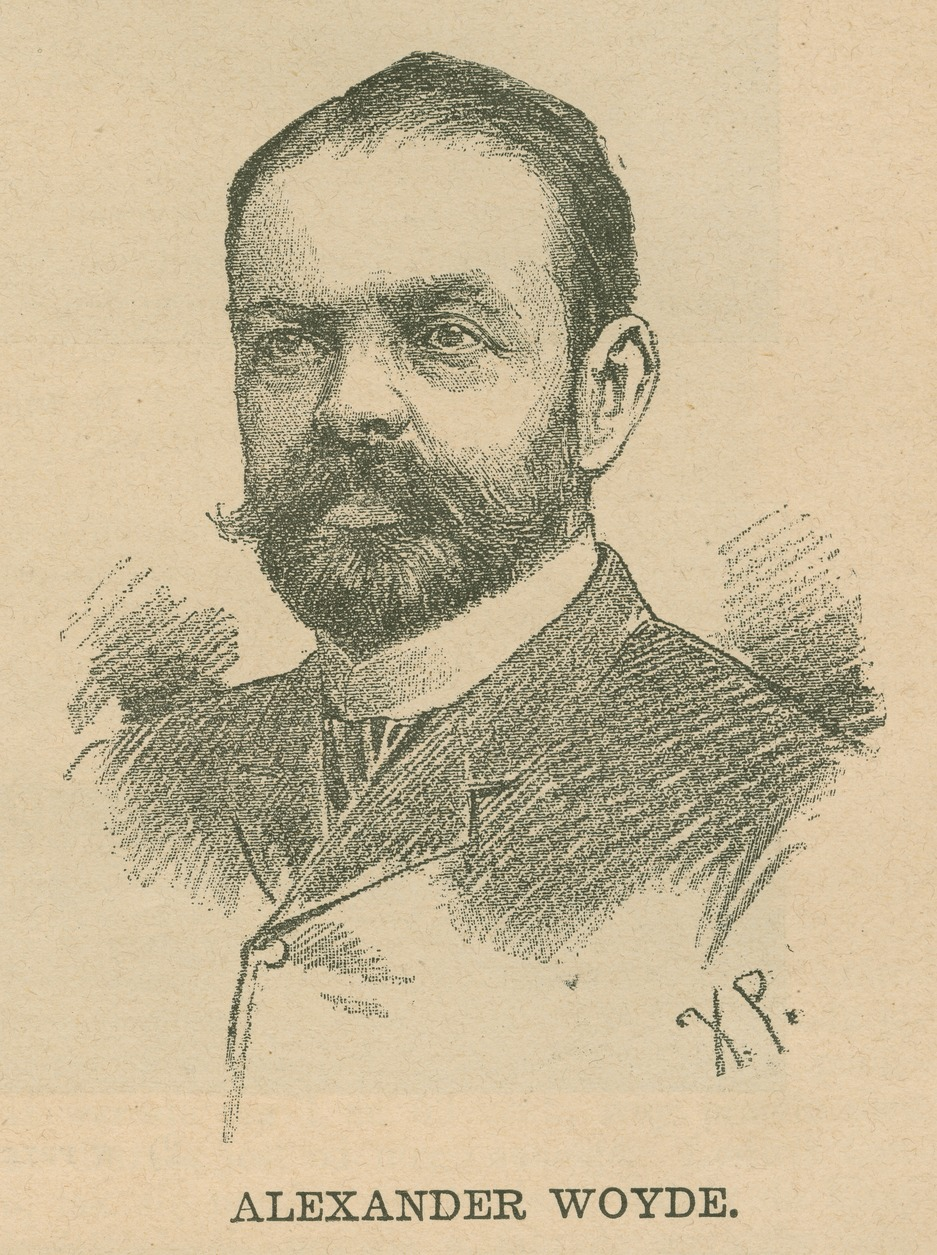
Aleksander Jan Woyde (1889)

Aleksander Jan Woyde (* 1834 in Warschau; † 28. Oktober 1889 in Warschau) war ein Warschauer Architekt.

## Leben
Aleksander Woyde war der jüngste Sohn des Warschauer Universitätsprofessors Maurycy Bogusław Woyde und dessen Frau Celestyna. Sein Bruder war der General Karol August Woyde.
Er ging am Adelsinstitut (poln.: Instytut Szlachecki) in Warschau zur Schule. Danach studierte er bis 1857 an der Architekturfakultät der Warschauer Schule der Schönen Künste. Nach seinem Abschluss arbeitete er als Applikant beim Baurat (poln.: Rada Budownicza, damals dem Innenministerium unterstellt). Im Alter von 43 Jahren wurde er als Baumeister in Warschau zugelassen, und im Jahr 1870 war er als Baumeister in der Provinzverwaltung des Weichsellands tätig.
Woyde verantwortete rund 300 Neubauten in Warschau, die zum größten Teil im Zweiten Weltkrieg zerstört wurden. Daneben sanierte er im Auftrag der Stadt mehrere Gebäude, dazu gehörte der ausgebrannte Łazienki-Palast. Auch außerhalb Warschaus errichtete er Bauten, so in Żychlin 1880 eine Synagoge und ab 1885 eine umfangreiche Kasernenanlage in Skierniewice.
Wie auch später sein Sohn Wacław (1875–1957) wurde er auf dem evangelisch-kalvinistischen Friedhof in Warschau beigesetzt (Grabstätte Nr. I,4,22).

## Noch bestehende Warschauer Bauten (Auswahl)
- Neue Orangerie im Łazienki-Park
- Umbau des Wessel-Palastes
- Mietshaus in der Ulica Wilcza 22[3] (1880)
- Eigenes Mietshaus in der Ulica Hoża 32
- Mietshaus “Efrosa” in der Nowy Świat 7 (Projekt: Adam Oczkowski)